# Верхні Ворота
Верхні Ворота — село в Україні, у Мукачівському районі Закарпатської області. Входить до Нижньоворітської сільської громади .
Колишня назва — Верхні Верецькі.

## Географія
Селом протікає річка Славка, ліва притока Латориці.

## Герб
У зеленому щиті із золотим декором у главі щиток, підвищено перетятий лазуровим і золотим. У першій частині чотири зелені гори. Поверх всього на срібній землі срібна каплиця з червоним хрестом, що супроводжується з обох боків двома зеленими деревами з чорними стовбурами, а знизу - двома руками, що виходять з країв щита, в червоному одязі, з'єднаними в рукостисканні.

## Історія
В «Історії міст і сіл Української РСР» за 1983 рік зафіксовано, що Верхні Ворота — село, центр сільської ради, розташоване за 7-км від районного центру Воловець на автодорозі Воловець-Нижні Ворота. Перша згадка в історичних документах відноситься до 1387 році в грамоті короля Сигізмундом називається Werechke. 1454 Vereczke, 1465-Kyswerechke, 1773-Felső Vereczke, Wissuy Wereczky, 1913-Felsővereczke néven.
У 1657 р. село спалили загони польського маршала Любомирського, що мстив Юрію Ракоці І за невдалий похід на Польщу.
В селі в радянські часи мешкало 2284 селян.
В середній місцевій сільській школі зберігається «Історія школи» Івана Васильовича Дем'яна — брата письменника Луки, у якій Іван Васильович свідчить, що «село Верхні Верецьки утворилися у 1880 році шляхом об'єдання чотирьох сіл: Драшовець, Береговець, Лазарів Потік і Вишні Верецьки. Кожне село мало свого старосту /бирова/. Церкви були у В. Верецьких і Драшівцю. У Воротах була 71 хата і 485 мешканців, у Берегівці жили 92 селян в 11 хижах. В 1646 році було 10 кріпаків, у Драшівцю була 21 хижа і 142 жителі. В сільську церкву ходили з Берегівця і Лазаревого Потоку. У 1689 році Драшовецькі селяни всі „вивмирали“ з голоду. А село Лазарів Потік засновано князем Лазарем в XVI ст. У 27 хижак проживало 180 людей. У 1657 році польський князь спалив В. Верецьки з Лазаревим Потоком. Після 1946 року село стали називати Верхніми Воротами, але це мабуть неправильно, бо назву село колись одержало від місцевості, на якій воно розташоване. Гори колись називали вершками.».
З 1844 року селище користувалося власною громадською печаткою з цікавим гербом: зображенням дубового дерева, під яким стоїть клітка; на клітці сидить птах (опис і відбиток печатки збереглися в матеріалах відомого закарпатського краєзнавця ХІХ — початку ХХ ст. Т. Легоцького).
У Верхніх Верецьких «Просвіта» була заснована 1920 року братами Іваном та Лукою Дем'янами. Першим її головою був Іван Шолтис. До «Просвіти» записалися 30 селян. «Народний календар» за 1922 рік писав, що 17 листопада 1921 року у В. Верецьких виставлено драматичним народним гуртком п'єсу «Святий Николай на Подкарпатской Руси». Дня 5 листопада 1922 року засновано перше на Підкарпатскій Русі «Брацтво тверезости». При «Просвіті» був лекторій, де з лекціями про бджолярство, щеплення дерев, шкідливість алкоголізму виступали отець Лар, учитель Й. Баланчук. В 30-х роках з'явився духовий оркестр.
З 1919 по 1939 роки старостою села був Федір Лакатош. При радянській владі він став поштарем. В різні роки село очолювали голови: М. В. Малярчинець., Лактош І. А., Реблян І.П,. Тимкович М. В., Зозулинець М. Ю., Волошин М. М., Пилипенко (Мучичка) Т. М., Дзямко М. Ю., Яворчак Г. М.
Від Верхніх Воріт послом до Сойму Карпатської України був Іван Ґриґа, пізніше вбитий угорськими фашистами. 
Першу заяву у колгосп «Нове життя» подав Малярчинець В. В. 31 жовтня 1948 року, а потім О. Ф. Мумряк, В. Гафинець та І. Зубаль, який і став головою колективного господарства. За відроблений трудодень платили 10 копійок, 4 кіло картоплі та півкіло зерна. Треба було відробити не менше 300 трудоднів.

## Храми
Церква Різдва пр. богородиці. 1851.
У 1691 р. згадують стару дерев'яну церкву, але, можливо, священика в селі не було, бо люди ходили до церкви в сусідній Драгушовець. У 1704 р. згадують півцевчителя Юрія Рішковича та священика Михайла Ронтовича.
У 1733 р. за священика Олексія Шусти в селі була дерев'яна церква св. Миколи з чотирма дзвонами, а в 1798 р. — нова дерев'яна церква; тоді парохія вважалася заможною. В 1888 р. під назвою Вишні Верецьки були об'єднані поселення Береговець, Драгушовець (колись окрема парохія, де в 1691 і 1778 роках згадують дерев'яну церкву) і Лазівський Потік (у 1778 р. була дерев'яна церква).
Кам'яну церкву збудували за священиків Івана Дулишковича та Олександра Ґебея, а розвиток греко-католицької парохії пов'язаний з сім'єю Дем'янів. Письменник Лука Дем'ян (1894—1968) та його брати Михайло та Іван були активними діячами «Просвіти» в 1920-х і 1930-х роках. Вони мали чудове зібрання книг, яке було знищене спочатку угорськими окупантами (після повалення Карпатської України в 1939 р.), а після 1945 р. донищене радянськими «культурними» діячами.
На особливу увагу заслуговує мурована дзвіниця. План цієї дзвіниці привезли з Рима Іван Дем'ян та Іван Ґриґа в 1921 р. Збудували дзвіницю 1924 р. Три дзвони відлив Р. Герольд у Хомутові в 1923 p., a найменший походить з давніх часів.
У 1911 р. церква була помальована на кошти (2400 корон) веречан, що працювали в США, і 22 жовтня освячена священиком Павлом Азарієм. У церемонії брали участь о. Павло Медвецький та мукачівський парох Олексій Коссей. Тоді ж посвячено новий хрест, куплений за 600 корон. Гарні металеві надгробки біля церкви позначають поховання священика Івана Галактовича (1828—1906), його дружини та рідні.
З 1920 по 1928 р. в селі служив священик Василь Лар, що багато зробив для духовного розвитку і національного самоусвідомлення селян. 

Церква пресвятої євхаристії. 1993. 
Оскільки колишня греко-католицька церква належить православній громаді, греко-католикам передали сільський клуб. Над великою двоповерховою спорудою, що служить духовним та просвітницьким центром, встановили традиційну барокову башту.

## Присілки
Береговці
Береговці - колишнє село в Україні, в Закарпатській області.
Обєднане з селом Верхні Ворота
Згадки:’ 1600: Beregóc, 1610: Beregocz, 1630: Beregocz, 1645: Beregocz, 1773: Beregocz, 1808: Beregócz, Berchowce, Beregüczi, 1851: Beregócz, 1877: Beregóc, 1913: Beregóc , 1930: Berehovce.
В 1888 р. під назвою Вишні Верецьки були об’єднані поселення Береговець, Драгушовець і Лазівський Потік.

Драгушовці
Драгушовці - колишнє село в Україні, в Закарпатській області.
Обєднане з селом Верхні Ворота
Згадки: 1645: Drahusowecz, 1648: Drahusóc, 1773: Drahusocz, 1808: Drahusócz, Drahussowce, Drahussüczi, 1851: Drahusócz, 1877: Drahusóc, 1888: Drahusócz, 1910: Drahusóc, 1930: Drahušovce.  

Кобличка
Кобличка - колишнє село в Україні, в Закарпатській області.
Обєднане з селом Верхні Ворота
Згадки: 1649: Kobilka
Верхні Верецьки і Кобличка належали до Чинадіївської домінії.  На початку XIX століття всі села були куплені графом Телекі. 

## Населення
Згідно з переписом УРСР 1989 року чисельність наявного населення села становила 2350 осіб, з яких 1148 чоловіків та 1202 жінки.
За переписом населення України 2001 року в селі мешкали 2194 особи.

### Мова
Розподіл населення за рідною мовою за даними перепису 2001 року:
| Мова       | Відсоток |
| ---------- | -------- |
| українська | 99,69 %  |
| російська  | 0,31 %   |

## Туристичні місця
- храм Різдва пр. богородиці. 1851.
- храм Пресвятої євхаристії. 1993.

## Видатні люди
- Іван Ґриґа — громадський і просвітянський діяч Карпатської України, посол до сойму Карпатської України.
- Лука Дем'ян — письменник, збирач фольклору.

Широко відомі за межами Воловецького краю новеліст, оповідач, казкар — Дем'ян Лука. Закінчив неповну середню школу. Літературну діяльність розпочав збиранням і обробкою фольклорних матеріалів.
Один з перших закарпатських письменників, який почав писати твори сучасною мовою. Окремо вийшли: «Чорт на весіллі» (1921), «Відьма» (1924), «Із села» (1943), «Весілля без жениха» (1956), «Зустріч» (1961), «Оповідання синіх Карпат» (1966). У його обробці вийшли дві збірки закарпатських народних казок — «Зачарована підкова» (1959), «Казки» (1969). Шість оповідань включено до збірки «Закарпатські приповідки», що видана в Югославії («Руське слово», Новий Сад, 1979). У творах змальовується життя закарпатських селян, переважно лемків.
Поетеса Софія Малильо, ось яка розповідає про себе: Я, Софія Малильо, авторка віршів цієї книги, народилася 3 грудня 1926 року в чехословацькому на той час Підкарпатті, у селі Верхніх Воротах (тоді — Вишні Верецьки) як сьома дитина селян Михайла і Марії Малильо.
Початкову освіту здобула в рідному селі; середню освіту здобувала в українській гімназії в Чехії поблизу Праги, куди мене разом зі своїм сином направив директор школи Йосип Баланчук; завершила я свою середню освіту в 1945—1947 роках у місті Сваляві, повернувшись на Закарпаття після війни.
У 1947 році із «Золотою медаллю» я поступила на факультет французької мови Львівського державного університету імені Івана Франка.
2 листопада 1948 року, студенткою ІІ курсу, мене заарештовано і в 1949 році, без судового слідства, заочно, у Москві, засуджено «Особым совещанием» до 10 років каторжних таборів, які я відбувала на Колимі та в Іркутській області. У липні 1956 року мене звільнено з реабілітацією.
Восени 1956 року я поновилася на 2-у курсі французької філології Львівського університету. З великими суб"єктивними та об"єктивними труднощами, серед яких і відрахування з університету в 1959 році, я завершила студії в 1960 році. Працювала за спеціальністю в сільських школах областей Запорізької (с. Миколаївка), Закарпатської (с. Жденієво), Вінницької (с. Четвертинівка), Черкаської (с. Мошурів) і 5 років у Дрогобицькому педінституті ім. Ів. Франка.
Моє віршування розпочалося по-справжньому 19 січня 1990 року, тобто на 64-у році мого життя. Початковий його період тривав інтенсивно, але з перервами, 4 роки: 1990—1993.
У 1999 році мені надали квартиру в Мукачеві. Тут моє віршування спорадично продовжувалось. Із мого віршованого набутку видано 3 книги: «Іди і вір» (1994 р., Ужгород); «Воскресіння пам'яті» (1999 р., Ужгород); Вибране «А душа її — жива» (2006, 2007 рр., Львів). Нехай Господь благословить нашу державу Україну!
Відомий закарпатський історик Іван Дулишкович, священик — Василь Лар і ще багато, багато поважних і заслужених Веречан.